# 넙다리정맥
인체의 넙다리정맥(femoral vein) 또는 대퇴정맥(大腿靜脈)은 넙다리혈관집 안에서 넙다리동맥과 함께 주행하는 정맥이다. 큰모음근에 뚫려 있는 구멍인 모음근구멍에서 시작하며, 오금정맥이 연속된 정맥이다. 그 후 고샅인대 아래쪽 경계에서 바깥엉덩정맥이 되며 끝난다. 넙다리정맥의 판막은 보통 첨판이 두 개이며 판막의 수는 사람들 간에, 또는 종종 오른다리와 왼다리 간에도 변이가 있다.

## 구조

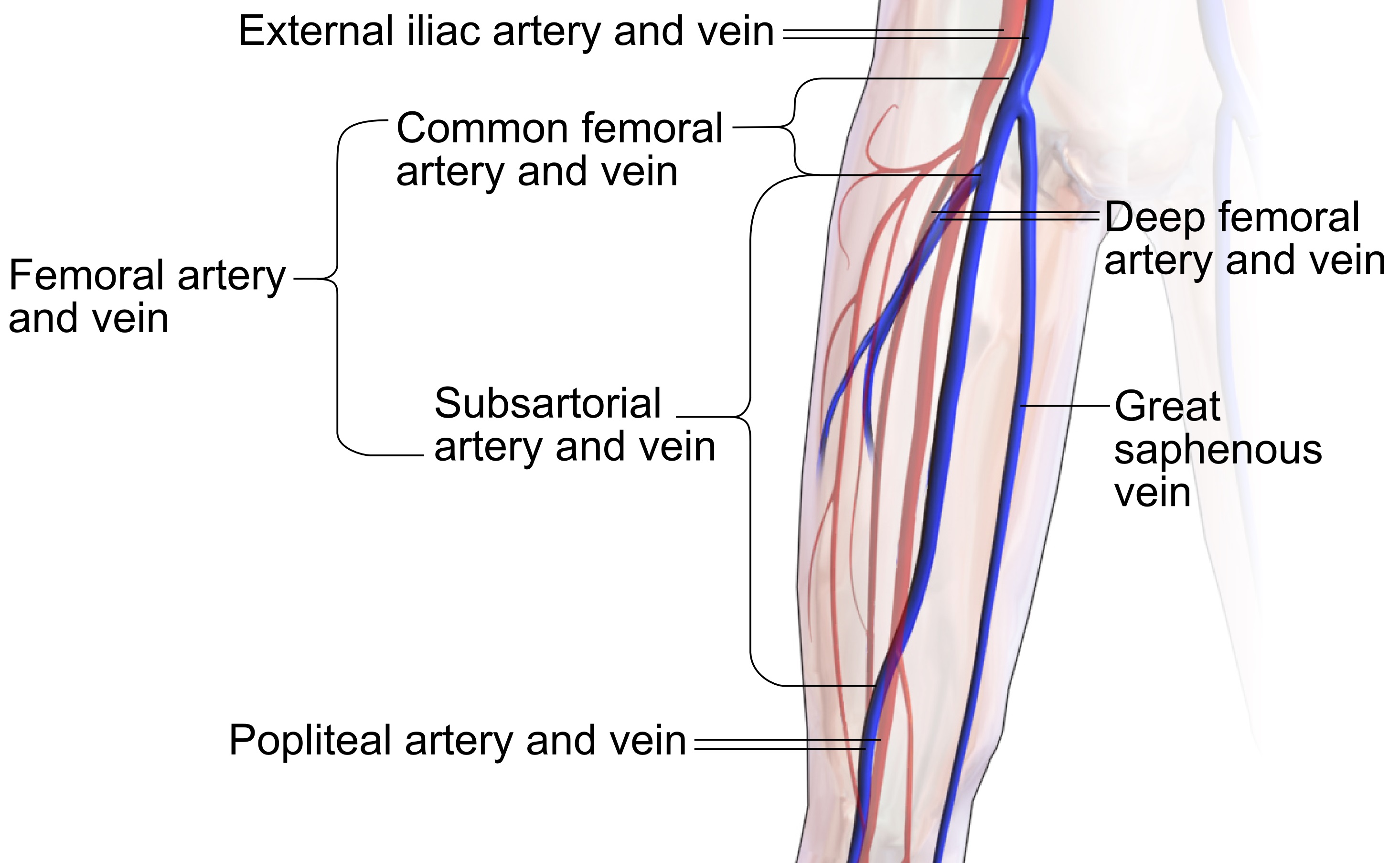
넙다리정맥의 구분

- 온넙다리정맥(총대퇴정맥, common femoral vein)은 깊은넙다리정맥이 합류하는 지점과 고샅인대 아래쪽 경계 사이의 넙다리정맥을 말한다.[2]
- 넙다리빗근밑정맥(봉공근하정맥, subsartorial vein[3][4]) 또는 얕은넙다리정맥(천대퇴정맥, superficial femoral vein[3])은 모음근구멍과 깊은넙다리정맥이 들어오는 지점 사이의 넙다리정맥을 가리키며, 이 부분에서 넙다리정맥은 모음근굴 안을 주행한다. 그러나 'superficial femoral vein'이라는 용어는 혼란의 여지가 있으므로 많은 의사들 사이에서는 사용이 권장되지 않는다.[5] 특히 넙다리정맥은 심부정맥혈전증으로 인해 항응고제나 혈전용해술을 시행하기도 하는 깊은정맥이다. 그런데 'superficial'이라는 단어는 의사들이 넙다리정맥을 얕은정맥으로 착각할 수 있게 만들어 혈전증 환자에게 잘못된 치료를 하게 만들 수 있다.[6][7][8] 따라서 깊은넙다리정맥이 들어오는 지점보다 먼쪽의 넙다리정맥은 'subsartorial vein'이라고 해야 한다는 주장이 제기되었다.[4]

한편 여러 큰 정맥들이 넙다리정맥으로 합류한다.
- 큰두렁정맥은 온넙다리정맥으로 합류한다.
- 깊은넙다리정맥이 합류하는 지점은 온넙다리정맥과 넙다리빗근밑정맥을 나누는 경계가 된다.
- 오금정맥이 연속되어 모음근구멍에서 넙다리정맥으로 이름이 바뀐다.

## 임상적 중요성
넙다리정맥은 큰 정맥이기 때문에 폐쇄될 경우 생명이 위험할 수 있다. 가령 넙다리정맥에 발생한 심부정맥혈전증은 폐색전증으로 이어질 수 있으며, 그 위험성은 온넙다리정맥에 혈전이 위치할 경우 넙다리빗근밑정맥일 때보다 더 크다.
중심정맥관 삽입 시 넙다리정맥을 종종 이용한다. 이때 감염의 위험이 있다.
정맥 주사를 통해 오락용 약물을 주사할 때 넙다리정맥이 대상이 되는 경우가 비교적 흔하다.

## 추가 이미지

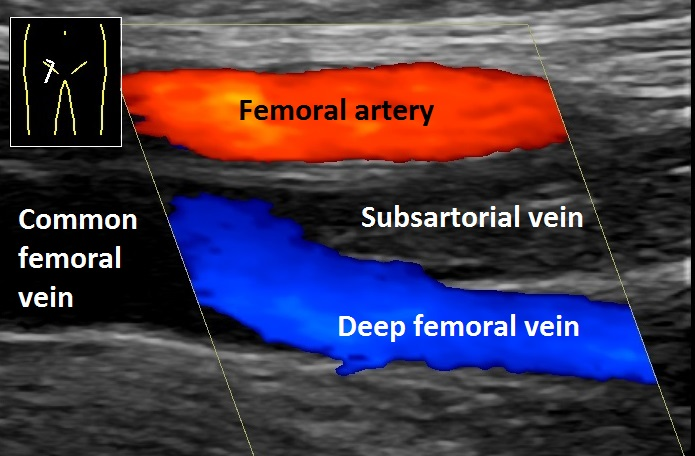
넙다리빗근밑정맥의 심부정맥혈전증을 촬영한 도플러 초음파
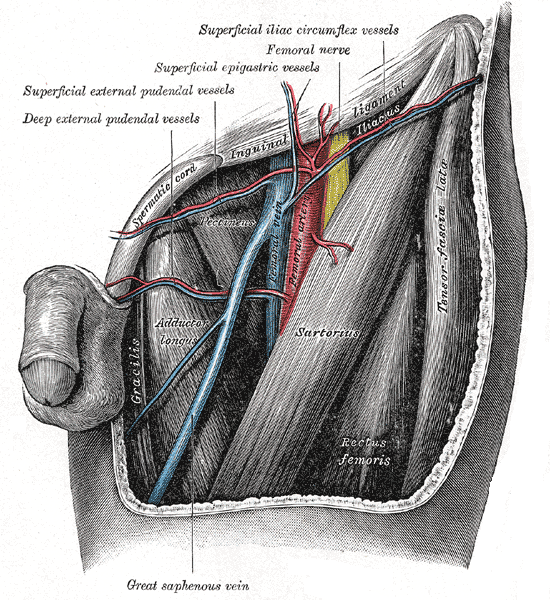
왼쪽 넙다리삼각, 넙다리정맥 위쪽 부분을 그렸다.
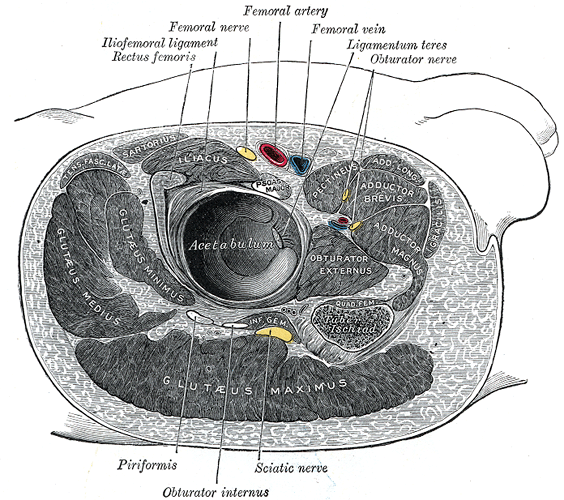
오른쪽 엉덩관절 주변의 구조
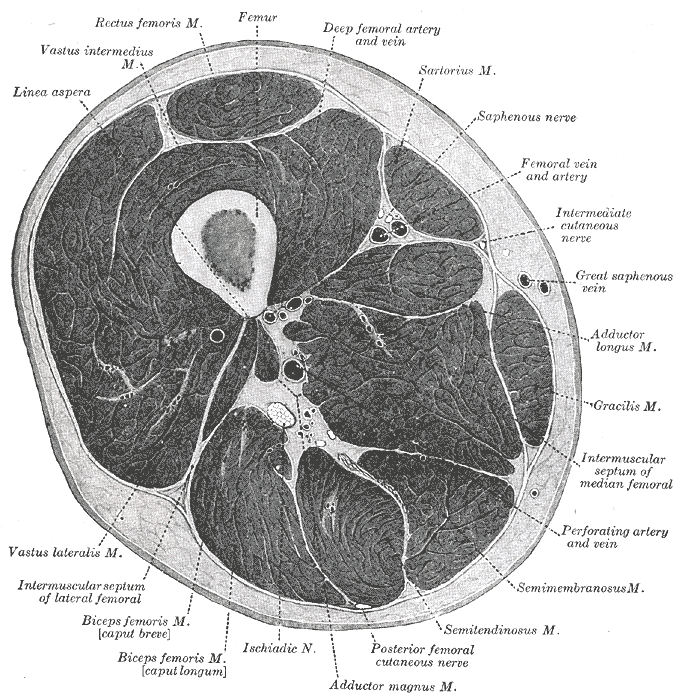
넓적다리 중간의 단면
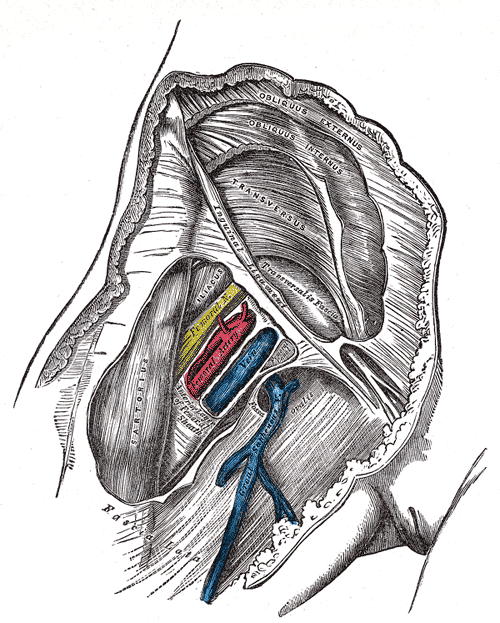
넙다리혈관집을 열어 안의 칸 세 개가 보이게 한 그림
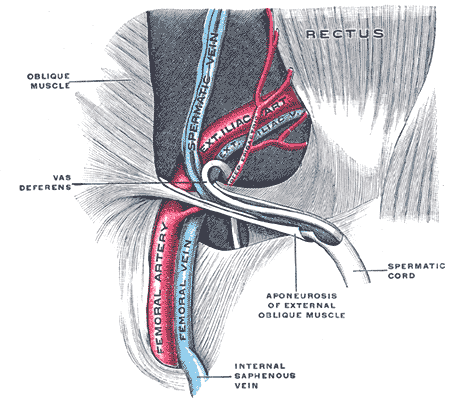
샅굴 안의 정삭
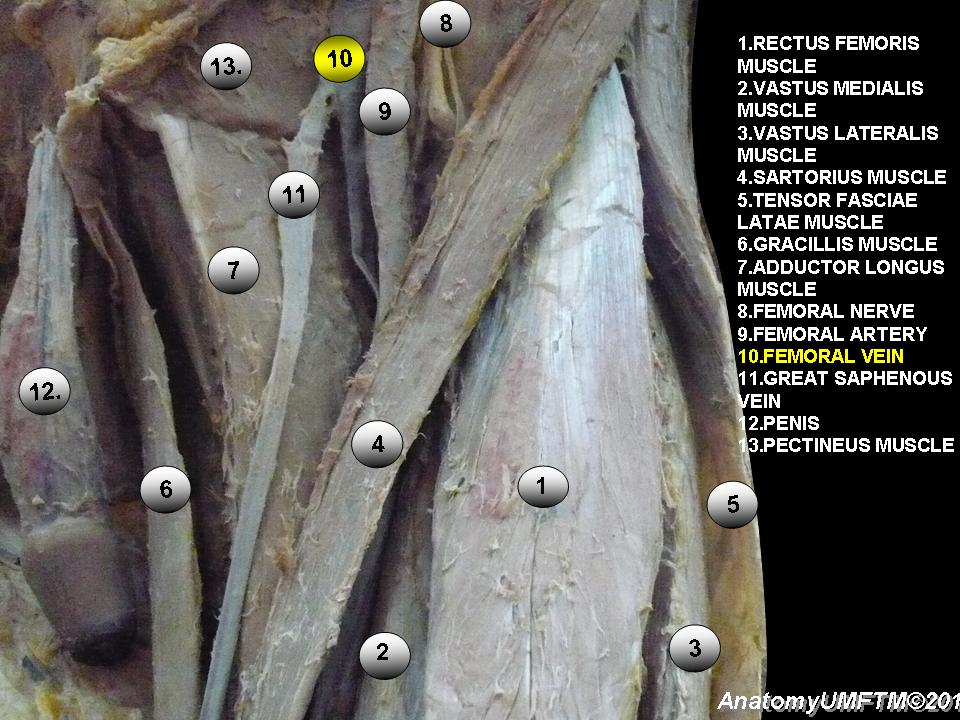
넙다리정맥
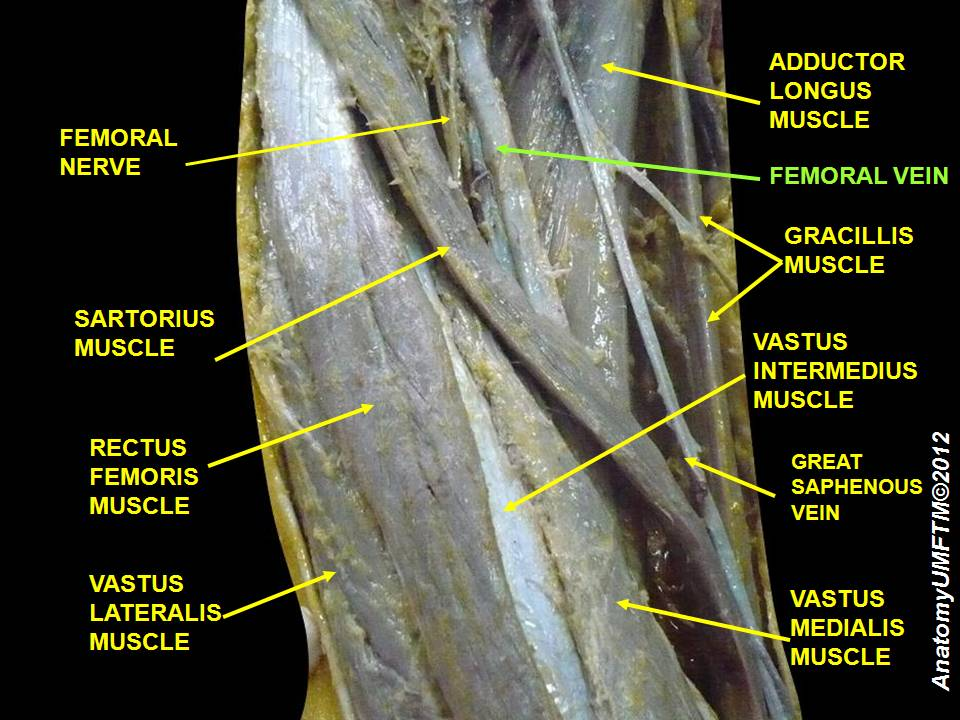
넙다리정맥
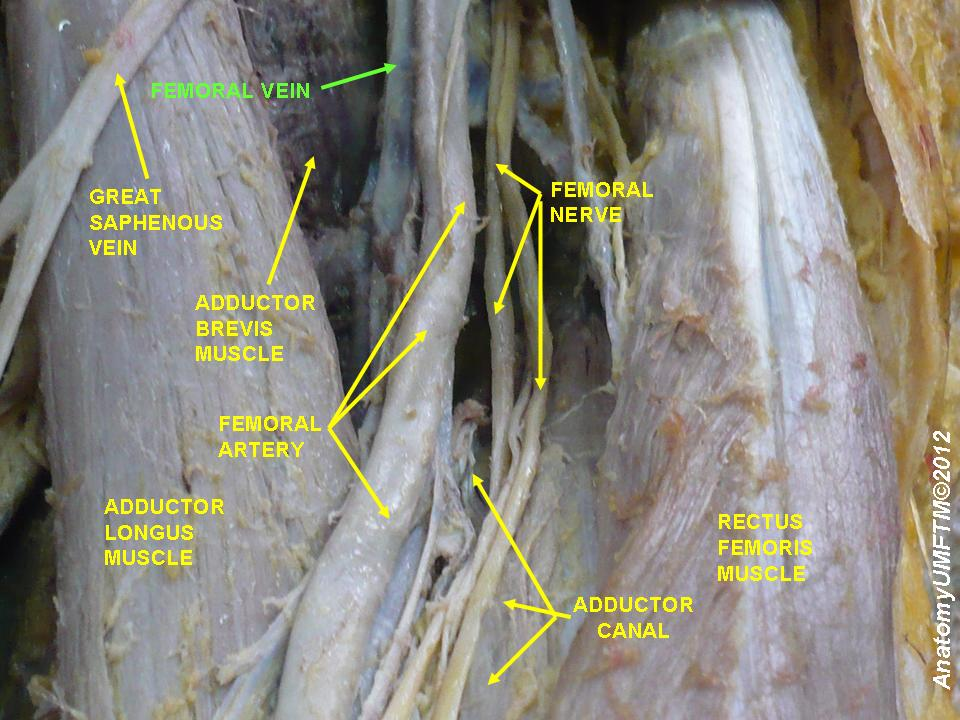
넙다리정맥
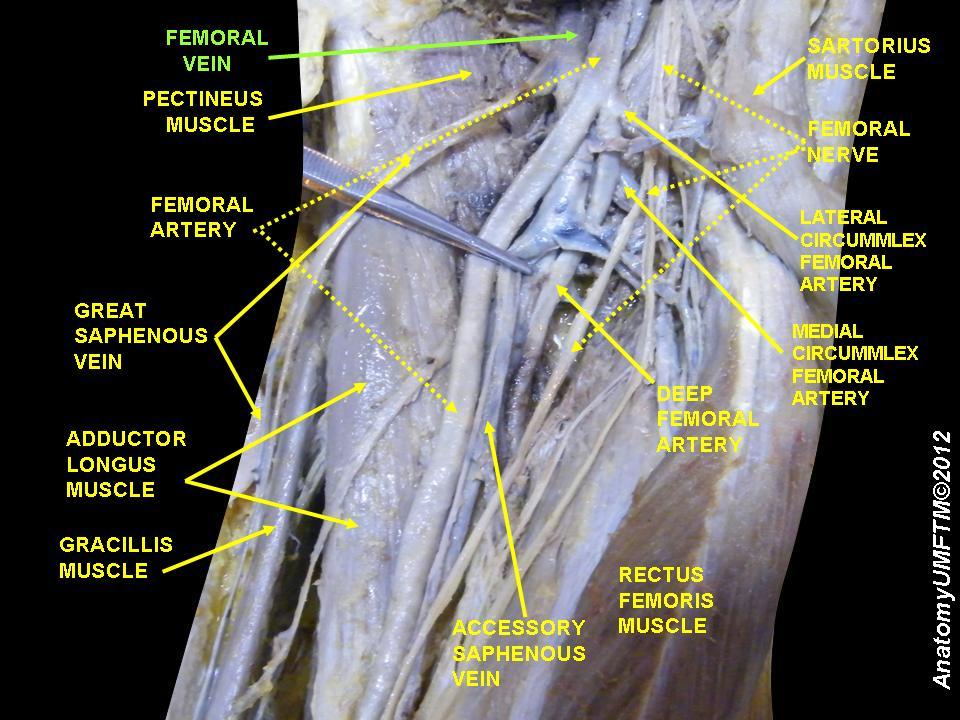
넙다리정맥
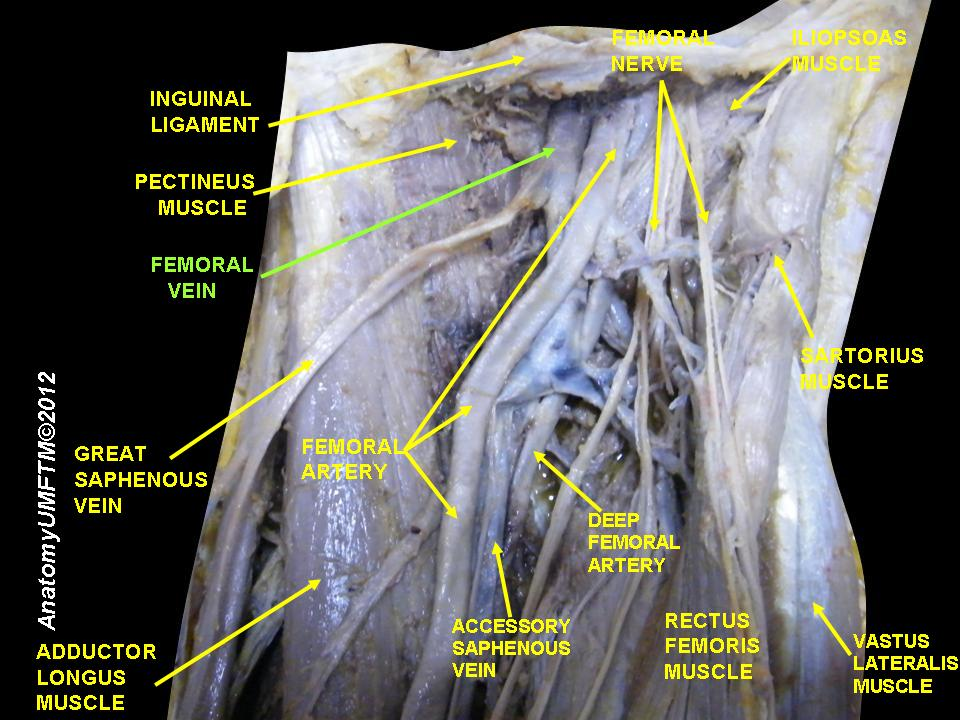
넙다리정맥
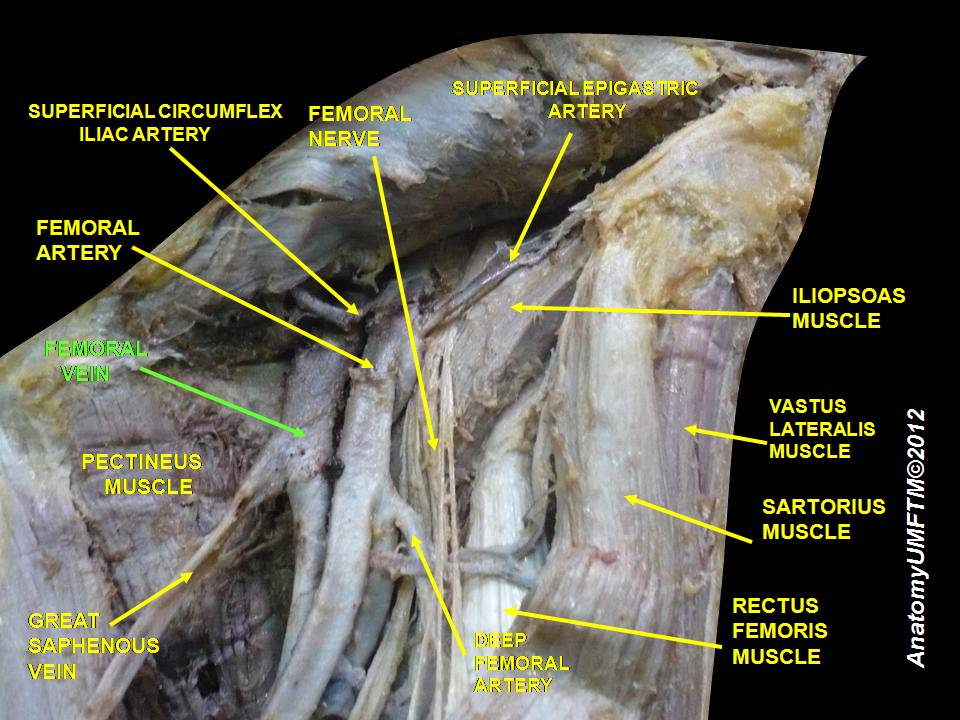
넙다리정맥